# Alekszandr Fjodorovics Kerenszkij
Alekszandr Fjodorovics Kerenszkij (orosz betűkkel: Александр Фёдорович Керенский; Szimbirszk, 1881. május 4. – New York, 1970. június 11.) orosz jogász, ügyvéd, mérsékelt szocialista és polgári politikus. Az 1917-es februári orosz forradalom során jelentős népszerűségre tett szert és hamarosan az ország miniszterelnöke, valamint a fegyveres erők főparancsnoka lehetett. Kormánya azonban nem tudott megfelelni a társadalmi elvárásoknak és fokozatosan elveszítette a népszerűségét. A bolsevikok ellen való fordulása jelentősen hozzájárult az 1917-es októberi orosz forradalom kitöréséhez és saját bukásához. Ezt követően száműzetésbe kényszerült.

## Élete

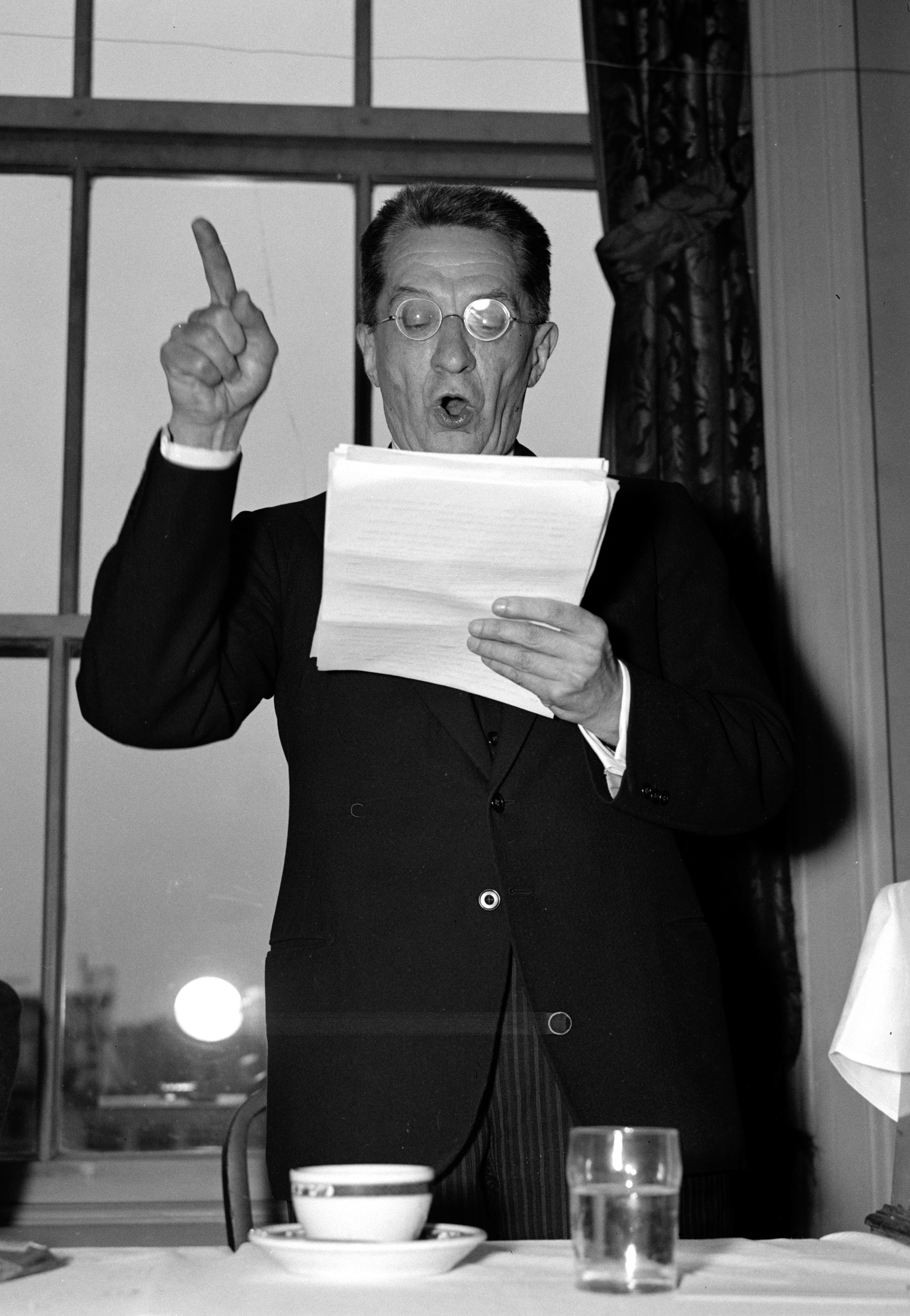
Kerenszkij 1938-ban

Alekszandr Kerenszkij 1881. május 4-én született Szimbirszkben, az Orosz Birodalom területén. Tanulmányait a szentpétervári egyetemen folytatta, ahol történelmet és jogot hallgatott. 1906-ban politikai ügyekre specializálódott védőügyvédként helyezkedett el és tevékenységének köszönhetően hamarosan jelentős ismertséget szerzett. 1912-ben a negyedik Duma tagjává választották. Bár szocialistának tartotta magát és kapcsolatot tartott a Szocialista Forradalmi Párttal, meglehetősen mérsékelt irányvonalat követett. Nézetei a mérsékelt szocializmus és a baloldali liberalizmus elemeit tartalmazták. A februári forradalom idején rendkívül aktív volt. Sokrétű tevékenysége során beszédeket mondott, katonákat lelkesített, találkozókon vett részt, parancsokat adott, a régi cári rendszer tagjait drámai módon letartóztatta, másokat pedig ugyanilyen drámai módon megmentett a népítéletektől. Tehetségének és energikusságának köszönhetően elérte, hogy az 1917-es forradalom és az új kormány egyik legnépszerűbb alakja lett. 1917. március 27-én a petrográdi tanács megalakításakor annak alelnökévé választották.
Ő volt az egyetlen szocialista, aki a március 2-án megalakult ideiglenes kormány tagja lett és egyre nagyobb befolyást szerzett. Márciustól májusig igazságügyi miniszterként, májustól szeptemberig pedig hadügyminiszterként tevékenykedett. Emellett júliustól novemberig ellátta a miniszterelnöki tisztséget és szeptemberben ő lett a fegyveres erők főparancsnoka is. Összességében kijelenthető, hogy az átmeneti kormány kulcsfigurája volt. 1917 májusában és júniusában figyelmét a róla elnevezett katonai offenzívára összpontosította és a frontot járva próbálta a katonákat lelkesíteni. Az offenzíva népszerűtlensége és az azt követő vereség ellenére Kerenszkij hírneve nem szenvedett csorbát, és a második koalíciós kormány miniszterelnökévé választották. Dominanciája az egyes meghatározó politikusok kiválásával egyre nőtt. A szinte teljes hatalom elérése ellenére azonban képtelen volt megfelelni a társadalmi elvárásoknak. Ez végül a kormánya és saját népszerűségének csökkenéséhez vezetett.
A szeptemberben bekövetkező Kornyilov-ügy, amelyet sokan ellenforradalmi kísérletnek tekintettek, népszerűségének teljes elvesztéséhez vezetett. Ennek ellenére hivatalban maradt. A szovjetek második kongresszusának előestéjén a bolsevikok ellen fordult az immár népszerűtlen kormányfő. A forradalom kitörése után titokban és sikertelenül megpróbált megszervezni egy kommunistaellenes mozgalmat. Egy ideig Finnországban tartózkodott, majd 1918 májusában Londonba menekült hamis szerb útlevéllel, és élete hátralevő részét száműzetésben töltötte. Ennek ellenére politikailag aktív maradt, előadásokat tartott és számos beszámolót írt a forradalomról, illetve az abban betöltött szerepéről. 1939-ben kérte a nyugati demokráciákat mind a szovjet kommunizmus, mind a nemzetiszocialista Németország elleni fellépésre. Európában Franciaországban telepedett le, majd annak náci megszállásakor az USA-ba emigrált. 1970. június 11-én hunyt el New Yorkban.

## Megítélése
Kerenszkij legalább annyira hősies, amint tragikus alakja volt az 1917-es februári orosz forradalomnak. Adottságainak megfelelően rendkívül hatásos szónok volt, és jelentős tömegeket volt képes megmozgatni. Ennek ellenére retorikája az idő haladtával egyre kevésbé tudta ellensúlyozni a kormánya sikertelenségét. Beszédei, amelyek oly sikeressé tették kora tavasszal, nyár végére egyre nagyobb ellenszenvet keltettek. Ezeket a lakosság többsége ekkor már „üres fecsegésként” értékelte. Az alkotmány, amit az új Oroszország számára készített, a belga alkotmány szinte teljes másolata volt. Ez az alkotmány azonban nem vett tudomást az orosz mentalitás antidemokratikusságáról, így kudarcra lett ítélve. Leninék nem a cári alkotmányt semmisítették meg, hanem ezt a liberáldemokrata konstitúciót. Az általa kibocsátott papírpénzt a népnyelv egyszerűen „Kerenszkijnek” hívta. Hasonló módon a pénze elértéktelenedésével a népszerűsége is egyre csökkent, amely végül tragikus bukásához vezetett.